# Джеймс Двайт
Джеймс Двайт (англ. James Dwight; 14 липня 1852 — 13 липня 1917) — колишній американський тенісист.
Здобув 12 одиночних титулів.
Перемагав на турнірах Великого шолома в парному розряді.
Завершив кар'єру 1913 року.

## Фінали турнірів Великого шолома

### Одиночний розряд (1 поразка)
| Результат | Рік  | Турнір        | Покриття | Суперник    | Рахунок       |
| --------- | ---- | ------------- | -------- | ----------- | ------------- |
| Поразка   | 1883 | Чемпіонат США | Трава    | Річард Сірс | 2–6, 0–6, 7–9 |

### Парний розряд (5 перемог)
| Результат | Рік  | Турнір        | Покриття | Партнер     | Суперники                                           | Рахунок                 |
| --------- | ---- | ------------- | -------- | ----------- | --------------------------------------------------- | ----------------------- |
| Перемога  | 1882 | Чемпіонат США | Трава    | Річард Сірс | Кроуфорд Найтінґейл G M Smith                       | 6–2, 6–4, 6–4           |
| Перемога  | 1883 | Чемпіонат США | Трава    | Річард Сірс | Александер Ван Ренсселір Артур Ньюболд              | 6–0, 6–2, 6–2           |
| Перемога  | 1884 | Чемпіонат США | Трава    | Річард Сірс | Александер Ван Ренсселір Волтер Ван Ренсселір Беррі | 6–4, 6–1, 8–10, 6–4     |
| Перемога  | 1886 | Чемпіонат США | Трава    | Річард Сірс | Говард Тейлор Ґодфрі Брінлі                         | 6–3, 6–0, 6–2           |
| Перемога  | 1887 | Чемпіонат США | Трава    | Річард Сірс | Говард Тейлор Генрі Слоукам                         | 6–4, 3–6, 2–6, 6–3, 6–3 |

## Нотатки
1. 1 2  Player – James Dwight. www.tennisarchives.com. Idzznew BV. Процитовано 31 липня 2018.